# Gnanzù!
Gnanzù! è il primo album in studio del gruppo musicale Agricantus. È ispirato soprattutto alle tradizioni musicali del Mezzogiorno italiano.

## Tracce
1. Spunta lu suli – 5:25 (Tradizionale - Mario Crispi)
2. Cialoma – 5:23 (Tradizionale - Mario Crispi)
3. S'arrossada – 4:47 (Tradizionale - Mario Crispi)
4. Li fra' Diavuli – 5:46 (Tradizionale - Mario Crispi)
5. Amara furca – 4:57 (Tradizionale - Mario Crispi)
6. Su ballu – 7:15 (Tradizionale - Mario Crispi)
7. Sannicandro – 2:32 (Tradizionale - Mario Crispi)
8. Balene – 3:48 (Toni Acquaviva)
9. Ninna nanna – 8:06 (Tradizionale - Mario Crispi)
10. Picurareddu – 2:50 (Tradizionale - Mario Crispi)

## Musicisti
- Mario Rivera - fretted & fretless bass, classical guitar, vocals
- Toni Acquaviva - percussion, frame drums, tammorra, sampling, sequence programming, castanets, charango, vocals
- Rosie Wiederkehr - vocals, rava, classical guitar
- Mario Crispi - launeddas, friscalettu, frautu a paro, nay, german flute, seljefløte, flute with mouthpiece modified, sopran saxophone, sikus, marranzanu, vocals
- Giuseppe Panzeca - acoustic & electric mandolines, vocals
- Antonio Corrado - 6 & 12 string guitars, vocals[2]